# American University

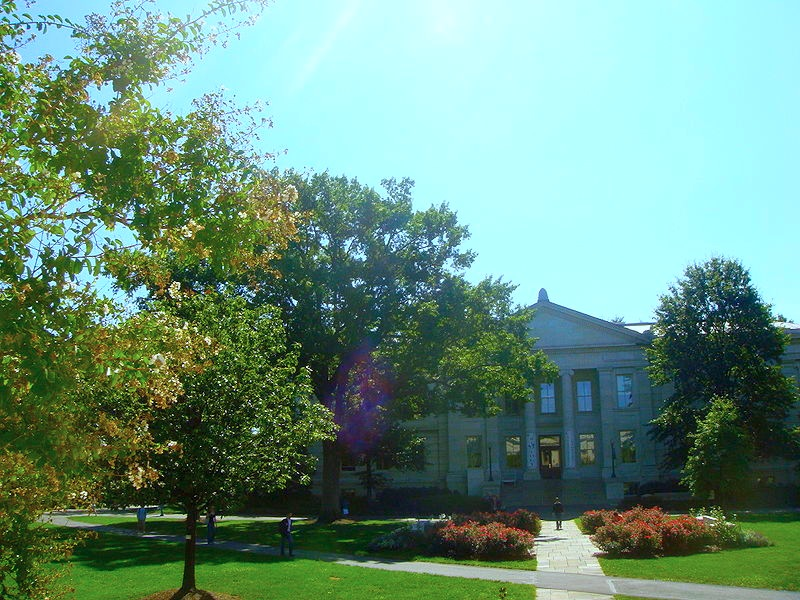
Departamento de Biologia da AU.

A American University (AU) é uma instituição privada de ensino superior, afiliada à Igreja Metodista, situada em Washington D.C., e que não possui qualquer ligação com outras entidades de nome similar ao redor do mundo (veja a desambiguação, acima).
É membro da primeira divisão da Patriot League, onde compete com o nome de American Eagles.

## Alunos ilustres
- Muriel Bowser - Prefeita de Washington D.C.
- Julius Maada Bio - Presidente de Serra Leoa
- Masrour Barzani - político curdo iraquiano
- Max Brooks - escritor estadunidense
- Robert Byrd - Senador estadunidense
- Salman bin Hamad bin Isa Al Khalifa - Príncipe do Bahrein
- Goldie Hawn - atriz
- Barry Levinson- roteirista estadunidense
- Nancy Meyers - diretora, produtora e roteirista estadunidense
- Keith Mitchell - Primeiro ministro de Granada
- Alice Paul - ativista estadunidense dos direitos da mulher
- Maria Butina - espiã russa
- Sonita Alizadeh - rapper e ativista afegã